# Karl Ludwig von Littrow
Karl Ludwig von Littrow, född 18 juli 1811 i Kazan, död 16 november 1877 i Venedig, var en österrikisk astronom. Han var son till Joseph Johann von Littrow.
Littrow var sedan 1831 faderns medhjälpare och efter 1842 hans efterträdare som professor och direktor för observatoriet i Wien. Han planlade och påbörjade byggandet av det nya observatoriet där, men fick inte uppleva dess fullbordan, vilket skedde under ledning av Edmund Weiss. Littrow blev ledamot av Leopoldina 1858.